# Police régionale des transports
 (novembre 2009).
Si vous disposez d'ouvrages ou d'articles de référence ou si vous connaissez des sites web de qualité traitant du thème abordé ici, merci de compléter l'article en donnant les références utiles à sa vérifiabilité et en les liant à la section « Notes et références ».
La sous-direction de la police régionale des transports (SDPRT), anciennement police régionale des transports (PRT) est une sous-direction spécialisée de la Direction de la sécurité de proximité de l'agglomération parisienne (DSPAP), une des composantes de la préfecture de police de Paris.
Placée sous le commandement opérationnel du préfet de police de Paris, préfet de la zone de défense et de sécurité de Paris, laquelle regroupe la capitale, les trois départements de la petite couronne (Hauts-de-Seine, Seine-Saint-Denis, Val-de-Marne) et les quatre départements de la grande couronne (Seine-et-Marne, Yvelines, Essonne, Val-d'Oise), elle est chargée de la sécurité dans tous les transports en commun de la région Île-de-France.
Près de 15 millions de voyages sont effectués quotidiennement par plus de six millions d’usagers sur les réseaux de métro et de bus, sur le RER et les trains de banlieue. En raison de l'ampleur de cette fréquentation, la lutte contre la délinquance dans les transports en commun d'Île-de-France est un objectif prioritaire de cette sous-direction.
En 2007, la SDPRT se voit confier la coordination de la sécurisation des transports en commun de surface. En octobre 2009, dans le cadre de la mise en place de la police d’agglomération, la première unité d’accueil et de sécurisation en gare, en dehors de Paris, était ouverte à Saint-Denis (Seine-Saint-Denis) et l’unité de sécurisation des transports en commun du Val-de-Marne était rattachée à la SDPRT.
Le 22 avril 2010, le plan national de sécurisation des transports propose l’extension de compétence de la SDPRT à quatre sections de ligne sensibles du réseau ferré au-delà des limites de l’Île-de-France (Creil, Beauvais, Dreux et Vernon).
Enfin, le 9 décembre 2013, une réforme interne des structures de la SDPRT est engagée afin de développer l’intermodalité dans la profondeur régionale. Cette réforme s’accompagne d’un changement d’appellation de la BRF – la brigade des réseaux ferrés devenant la brigade des réseaux franciliens - sans modification du sigle.
Elle agit en partenariat avec le Groupe de protection et de sécurité des réseaux (GPSR), le service de sûreté interne de la Régie autonome des transports parisiens (RATP) et avec la Sûreté ferroviaire, le service de sûreté interne à la Société nationale des chemins de fer français (SNCF).
Textes de référence
- Loi pour la sécurité intérieure du 18 mars 2003 : commandement unique confié au préfet de police de Paris.
- Décret  ministériel du 1er octobre 2003 : création du service régional de police des transports (SRPT).
- Circulaire ministérielle du 4 octobre 2007 : développement de la coordination régionale contre l’insécurité en Île-de-France.
- Circulaire ministérielle du 22 avril 2010 : mise en œuvre du plan national de sécurisation des transports.
- Décret du 9 mai 2012 : extension des compétences de la SDRPT à quatre sections de ligne en dehors de l'Île-de-France.

## Organisation
La sous-direction de la police régionale des transports dispose d'une brigade chargée d'assurer la sécurisation des transports en commun d'Île-de-France, service opérationnel spécialement dédié. Cette unité, forte de près de 1 200 policiers, déploie chaque jour plus de 100 patrouilles sur les réseaux et dispose du renfort quotidien de 14 équipes de gendarmes et de 20 équipes de forces armées de troisième catégorie pour sécuriser 739 gares et stations ainsi que 6 500 trains franciliens programmés et 5 800 rames de métro et de RER.
La brigade des réseaux franciliens (BRF) (depuis décembre 2013, précédemment nommée brigade des réseaux ferrés), est constituée d'un état major, de deux départements et d'une sureté.
Le département de sécurisation générale (DSG) est dirigé par un commissaire de police. Il comprend :
- Deux compagnies de jour en tenue Alpha et Bravo (CSG) ;
- une brigade de nuit découpée en 2 compagnies (CNR) ;
- une brigade de lutte contre les atteintes à la sécurité des transports (BLAST, comparable à la brigade anti-criminalité),
- une unité d'appui des réseaux (UAR)
- une unité de sécurisation des transports de surface (USTS).

Le département de police des gares parisiennes (DPGP) (unité d'accueil et de sécurisation des gares), est dirigé par un commandant de police à l’échelon fonctionnel, chef de service, se répartissant sur différents postes de police : en gare de Lyon, en gare Montparnasse, en gare de l'Est, en gare Saint-Lazare, en gare du Nord, en gare de Châtelet-les-Halles et en gare de Saint-Denis (Seine-Saint-Denis). Le DPGP dispose d'unités chargées de la sécurisation, de l'îlotage, ainsi que de l'accueil du public et des victimes en gare ainsi que d'une brigade de sécurisation générale (BSG) qui lutte notamment contre certains phénomènes spécifiques de délinquance en gare comme les vendeurs à la sauvette ou les faux taxis.
La sureté régionale des transports, créée en décembre 2013 en lieu et place de l'ancien département d'investigation judiciaire (DIJ), est dirigée par deux commissaires de police ; elle comprend :
- la brigade d'atteinte aux usagers et transporteurs (BAUT) qui se compose de différents groupes répartis sur le site Évangile (comme le groupe d'atteinte aux usagers ainsi que le groupe « crack ») et de la gare de Lyon qui traitent notamment les affaires judiciaire en temps réel à la suite des interpellations réalisées en flagrant délit sur le réseau. Le site déconcentré de la BAUT (situés en gare de Lyon) comprend le groupe des enquêtes transporteurs (GET),
- la brigade d'atteinte aux personnes qui se compose deux unités :
  - l'unité de recherche et de synthèse (URS) avec le groupe d'atteinte aux personnes et le groupe de synthèses judiciaires,
  - l'unité de recherches et d'investigations (URI), chargée des enquêtes les plus sensibles relatives à des faits criminels et délictuels particulièrement graves comprenant le :
    - le groupe des atteintes sexuelles, créé en juin 2015 afin de mieux lutter contre ce phénomène[1] ;
    - le groupe « Vol à l'arraché », créé en octobre 2018 pour lutter face à la recrudescence de ce délit ;
    - le groupe recel créé en 2020 ;
    - le groupe vol tire;
- l'unité de police technique (UPT), basée sur le site Évangile, assure également la signalisation des individus, ainsi que les constatations à effectuer sur le terrain ; elle dispose d'une borne de signalisation numérique SAGEM.

Le service administratif sous la direction d'une attachée de police comprend :
- un secrétariat général ;
- un bureau d'ordre et d'emploi (BOE) (à raison d'un BOE pour chaque compagnie SSRP et SSRB) ;
- un bureau du matériel.

## Missions et effectifs
Missions
- Lutte anticriminalité sur les réseaux
- Sécurisation du réseau métropolitain, du réseau RER ainsi que des gares
- Contrôle d'identités permanents sur le réseau
- Assistance aux agents RATP et SNCF en cas de contrôle ou d'agression
- Travail de brigade anti-criminalité (BAC) en tenue civile

Compétence
La police régionale des transports est compétente sur les huit départements constituant la région Île-de-France. Sa compétence s'exerce aussi bien aux zones Police qu'aux zones Gendarmerie.
Direction
Le service est dirigé par deux hauts fonctionnaires appartenant au Corps de conception et de direction (CCD) (commissaires divisionnaires) assistés par d'autres commissaires de police (chef du DSG et chef et chef-adjoint de la SRT) ainsi que des personnes appartenant au Corps de commandement (CD) (chef du DPGP) (officiers) et des personnes appartenant au Corps d'encadrement et d'application (CEA)(gardiens et gradés).
Effectifs
Chaque brigade est dirigée par des officiers, qui s'appuient sur une équipe de gradés. L'effectif principal est composé des gardiens de la paix (GPX) et de policiers adjoints (PA). Chaque brigade compte de 80 à 100 personnes.
Affectation
Elle s'effectue :
- soit en sortie d'école (places disponibles à l'amphi PP/DSPAP) (le nombre est très variable selon les promotions) ;
- soit télégramme interne ouvrant des postes au sein de la sous-direction régionale de la police des transports après trois ans de titularisation.
- Depuis 2025, les réservistes opérationnel de la préfecture de police ont également la possibilité de rejoindre la brigade à l'issu de la formation.

## Radio
Centre d'information et de commandement (CIC)
Les personnels de la BRF rendent compte par le biais de leurs moyens radios à la station directrice TN Réseaux (fusion de TN Métro et TN Corail) qui gère tous les effectifs sur le terrain et les véhicules depuis le centre de coordination opérationnel de sécurité basé à la Préfecture de Police de Paris sur l'île de la Cité.
Matériels radio
La sous-direction régionale de la police des transports, compte tenu des lieux et du grand rayon d'action, dispose de cinq moyens radios :
- les radios Tetra: radios pour communiquer sur le réseau RATP (en remplacement progressif des radios Aigle) ;
- les radios Iris : radios pour communiquer sur le réseau SNCF (en surface ou en souterrain) ;
- les radios Acropol : radios classiques de tous les services de police ;
- les téléphones GSM : téléphones pour communiquer directement avec les salles radios en cas de mauvaise réception radio.

Bandes de fréquences utilisées
Le réseau radio Iris de la SNCF pour la Suge fonctionne selon la norme Tetrapol en duplex sur les bandes 410,00 à 414,50 MHz (6 canaux duplex + 2 canaux simplex, shift de + 10 MHz pour les canaux duplex).
Pour le réseau souterrain et extérieur des services de TN Réseaux, les liaisons sont en UHF et utilisent certains canaux de la RATP autorisés par l'arrêté du ministère chargé des Télécommunications du 12 décembre 1996. Cet arrêté a été reconduit par plusieurs décisions de l'Arcep en 2001 (voir la rubrique liens externes pour plus de détails).

## Matériels
Tenue
Les effectifs en tenue sur les réseaux ferrés sont vêtus de deux façons différentes selon les saisons.
Tenue d'hiver
- Tenue dite « MO »(Maintien de l'ordre).
- Un pantalon de treillis bleu marine.
- Chaussures montantes noires.
- Éventuellement blouson « nouvelle tenue » pour les effectifs banlieue par grand froid.
- Avec sigle police grand format brodé sur la poitrine.

Tenue d'été
- Chemise bleu marine de la direction de la police urbaine de proximité.
- Un pantalon de treillis bleu marine.
- Chaussures montantes noires.

Ces effectifs sont coiffés d'une casquette type baseball « Police » (« Nouvelle tenue »), ou d'une casquette type BAC
Matériel en dotation
- Tonfa, BDS ou bâton télescopique de défense (BTD), suivant l'habilitation et l'unité du fonctionnaire.
- Lacrymogène 300 ml gel ou gaz CS.
- Taser.
- Flash-Ball.
- Lanceur de balles de défense 40 mm (LBD 40).
- Pistolet semi-automatique Sig-Sauer SP 2022.
- Pistolet mitrailleur HK UMP.
- Menottes administratives.

## Effectifs
En Île-de-France, 1015 agents du GPSR (RATP) et 1400 agents de la Sûreté ferroviaire (SNCF) sont affectés au réseau francilien. De plus, 1200 agents de la brigade des réseaux ferrés sont affectés au réseau d'Île-de-France, dont le siège est situé à la gare de Lyon.